# Armorial des familles du Royaume-Uni de Grande-Bretagne et d'Irlande
L'Armorial des familles du Royaume-Uni recense, sans exhaustivité, les armoiries de familles du Royaume-Uni de Grande-Bretagne et d'Irlande, dès lors qu'elles ont été publiées dans l'un des armoriaux cités en bibliographie.
L'armorial intègre les familles subsistantes comme éteintes, les familles nobles et les familles bourgeoises. Lorsqu'il s'agit d'une famille noble, ses preuves de noblesse sont indiquées.

## La famille royale
| Blason |                                                                                          |
| ------ | ---------------------------------------------------------------------------------------- |
|        | Maison Plantagenêt rois d'Angleterre De gueules à trois léopards d'or, l'un sur l'autre. |

## Les familles britanniques

### A
| Blason | Nom de la famille et blasonnement | Devise                                                                             |
| ------ | --- | ---------------------------------------------------------------------------------- |
|        | Agar (Gowran Castle, co. Kilkenny) D'azur au lion d'or. - Famille noble contemporaine | « Via trita, via tuta » (Le chemin bien tracé est le chemin sûr).[réf. nécessaire] |
|        | Agar-Ellis Écartelé : aux I et IV, d'or à la croix de sable chargée de cinq croissants d'argent, qui est d'Ellis ; aux II et III, d'azur au lion d'or, qui est d'Agar.[réf. nécessaire] - Famille noble éteinte | « Via trita, via tuta » (Le chemin bien tracé est le chemin sûr).[réf. nécessaire] |

### B
| Blason | Nom de la famille et blasonnement | Devise                 |
| ------ | --- | ---------------------- |
|        | Bathurst (comtes Bathurst) De sable à deux burelles d'hermine accompagnées de trois croisettes pattées d'or rangées en chef. - Famille noble contemporaine | « Tien ta foy »        |
|        | Beauchamp d'Emley (de) (comtes de Warwick) De gueules à la fasce d'or, accolée de six croix recroisetées du même., - Famille noble éteinte |                        |
|        | Beauclerk (ducs de Saint-Albans) Écartelé : aux 1 et 4, contre-écartelé d'azur à trois fleurs de lys d'or (de France moderne) et de gueules à trois léopards d'or (d'Angleterre) ; aux 2, d'or, au lion de gueules, au double trescheur fleuronné et contre-fleuronné du même (d'Écosse) ; au 3, d'azur à la harpe d'or, cordée d'argent (d'Irlande) ; à un bâton en barre de gueules, chargé de trois roses d'argent, boutonnée et pointées de sinople, brochant sur le tout de l'écartelé.[source insuffisante] - Famille noble contemporaine |                        |
|        | Beaumont (de) (comtes de Leicester) De gueules à la quintefeuille d'hermine. - Famille noble éteinte |                        |
|        | Bigot olim Bigod (comtes de Norfolk) D'or à la croix ancrée de gueules. Alias la croix recerclée. - Famille noble éteinte |                        |
|        | Bourg (de) olim Burke ou De Burgh D'or à la croix de gueules., - Famille noble contemporaine |                        |
|        | Butler (Munster) Écartelé : aux 1 et 4, d'or au chef émanché d'azur ; aux 2 et 3, de gueules à trois coupes couvertes d'or. - Famille noble contemporaine | « Depressus extollor » |

### C
| Blason | Nom de la famille et blasonnement | Devise                 |
| ------ | --- | ---------------------- |
|        | Carteret (de) (Jersey) De gueules à quatre fusées d'argent, accolées en fasce. - Famille noble contemporaine                                                                         |                        |
|        | Cavendish (ducs de Devonshire) De sable à trois rencontres de cerf d'argent. - Famille noble contemporaine                                                                           |                        |
|        | Clare (de) (comtes de Gloucester) D'or à trois chevrons de gueules. - Famille noble éteinte                                                                                          |                        |
|        | Clinton D'argent à six croisettes recroisetées et fichées de sable, au chef d'azur chargé de deux étoiles d'or percées de gueules, qui est de Clinton. - Famille noble contemporaine | « Loyault n'a Honte. » |
|        | Courcy (de) (barons de Kinsale, Irlande) D'argent à trois aigles de gueules couronnées d'or., - Famille noble éteinte                                                                |                        |

### D
| Blason | Nom de la famille et blasonnement | Devise |
| ------ | --- | ------ |
|        | Ditford D'or, à trois fasces d'argent, sur le tout un sautoir de l'un en l'autre, à la bordure engrêlée de gueules. - Famille bourgeoise éteinte |        |

### E
| Blason | Nom de la famille et blasonnement | Devise                                                        |
| ------ | --- | ------------------------------------------------------------- |
|        | Edgcumbe De gueules à la bande de contre-hermine chargée de trois hures de sanglier coupées d'argent et côtoyée de deux filets d'or. - Famille noble contemporaine | « Au plaisir fort de Dieu. »                                  |
|        | Ellis D'or à la croix de sable chargée de cinq croissants d'argent. - Famille noble contemporaine                                                                  | « Non Quo Sed Quomodo » (Pas par qui mais de quelle manière). |

### F
| Blason | Nom de la famille et blasonnement | Devise |
| ------ | --- | --- |
|        | Fiennes-Clinton Écartelé : aux I et IV, d'argent à six croisettes recroisetées et fichées de sable, au chef d'azur chargé de deux étoiles d'or percées de gueules, qui est de Clinton ; aux II et III, d'azur à trois lions d'or, qui est de Fiennes.[réf. nécessaire] - Famille noble contemporaine | « Fortem posce animum » (Je souhaite un esprit fort) et « Loyault n'a Honte. »[réf. nécessaire]                        |
|        | Fox D'hermine au chevron d'azur chargé de trois têtes et cous de renard arrachés d'or ; au franc-canton du second émail chargé d'une fleur de lis du troisième. - Famille noble contemporaine | « Faire sans dire » et « Et vitam impendere vero » (Consacrer sa vie à la vérité).                                     |
|        | Fox-Strangways Écartelé : aux I et IV, de sable à deux lions léopardés palés d'argent et de gueules, qui est de Strangways ; aux II et III, d'hermine au chevron d'azur chargé de trois têtes et cous de renard arrachés d'or, au franc-canton du second émail chargé d'une fleur de lis du troisième, qui est de Fox. - Famille noble contemporaine                                                                                 | « Faire sans dire. »                                                                                                   |
|        | Fuller-Acland-Hood Écartelé : aux I et IV, d'azur à une macle entravaillée avec deux bâtons passés en sautoir, le tout d'argent, au chef de sable chargé de trois croissants d'or, qui est de Hood ; aux II, échiqueté d'argent et de sable, à la fasce de gueules brochante sur le tout, qui est d'Acland ; au III, d'argent à trois fasces et au franc-canton, le tout de gueules, qui est de Fuller. - Famille bourgeoise éteinte | « fermiora futura » (L'avenir sera plus ferme) et « Inébranlable » et « Ventis secundis » (Avec des vents favorables). |

### G
| Blason | Nom de la famille et blasonnement | Devise                                                                        |
| ------ | --- | ----------------------------------------------------------------------------- |
|        | Giffard (comtes de Buckingham) De gueules à trois lions léopardés d'argent, l'un sur l'autre., - Famille noble éteinte |                                                                               |
|        | Gore De gueules à la fasce accompagnée de trois croisettes recroisetées au pied fiché, le tout d'or. - Famille noble contemporaine | « In hoc signo vinces » (Par ce signe tu vaincras).                           |
|        | Gore-Booth Écartelé : aux I et IV, d'argent à la couronne de roses au naturel accompagnée de trois hures de sanglier arrachées de péan posées en pal, qui est de Booth ; aux II et III, de gueules à la fasce accompagnée de trois croisettes recroisetées au pied fiché, le tout d'or, qui est de Gore. - Famille bourgeoise contemporaine                                  | « In hoc signo vinces » (Par ce signe tu vaincras).                           |
|        | Gore-Langton Écartelé : aux I et IV, contre-écartelé de sable et d'or, à la bande d'argent brochante, qui est de Langton ; aux II et III, de gueules à la fasce accompagnée de trois croisettes recroisetées au pied fiché, le tout d'or, qui est de Gore. - Famille noble contemporaine                                                                                     | « Frangas non flectes » (Tu peux me briser mais tu ne me plieras pas).        |
|        | Gregory D'or à deux fasces d'azur accompagnées en chef d'un lion léopardé du même, armé et lampassé de gueules. - Famille bourgeoise éteinte | « Vigilanter » (Vigilant).                                                    |
|        | Gregory-Hood Écartelé : aux I et IV, d'or à deux fasces d'azur accompagnées en chef d'un lion léopardé du même, armé et lampassé de gueules, qui est de Gregory ; aux II et III, d'azur à une macle entravaillée avec deux bâtons passés en sautoir, le tout d'argent, au chef d'or chargé de trois croissants de sable, qui est de Hood. - Famille bourgeoise contemporaine | « Vigilanter » (Vigilant) et « Ventis secundis » (Avec des vents favorables). |

### H
| Blason | Nom de la famille et blasonnement | Devise |
| ------ | --- | --- |
|        | Hamilton De gueules à trois quintefeuilles d'hermine. - Famille noble contemporaine | « Through » (À travers) et « Sola nobilitas virtus » (La seule noblesse est la vertu) et « Quis Occursabit » (Qui s'opposera) et « Nec timeo nec sperno » (Je ne crains ni ne méprise). |
|        | Harcourt De gueules à deux fasces d'or. - Famille noble contemporaine | « Le bon temps viendra » et « Gesta verbis præveniant » (Que les actes précèdent les paroles).                                                                                          |
|        | Hill De sable à la fasce d'argent chargée de trois coquilles de gueules et accompagnée de trois léopards d'or tachetés du champ. - Famille noble contemporaine | « Per Deum ferrum obtinui » (Par Dieu et mon épée j'ai obtenu) et « Ne tentes aut perfice » (Soit je ne tente pas, soit je réussis).                                                    |
|        | Hill-Sandys Écartelé : aux I et IV, d'or à la vivrée accompagnée de trois croisettes recroisetées au pied fiché, le tout de gueules, qui est de Sandys ; aux II et III, de sable à la fasce d'argent chargée de trois coquilles de gueules et accompagnée de trois léopards d'or tachetés du champ, qui est de Hill. - Famille noble éteinte | « Probum non paenitet » (L'honnête homme n'a pas à se repentir). |
|        | Hill-Trevor Écartelé : aux I et IV, taillé d'hermine et de contre-hermine, au lion d'or brochant sur le tout, qui est de Trevor ; aux II et III, de sable à la fasce d'argent chargée de trois coquilles de gueules et accompagnée de trois léopards d'or tachetés du champ, qui est de Hill. - Famille noble contemporaine                  | « Per Deum ferrum obtinui » (Par Dieu et mon épée j'ai obtenu) et « Ne tentes aut perfice » (Soit je ne tente pas, soit je réussis).                                                    |
|        | Hood D'azur à une macle entravaillée avec deux bâtons passés en sautoir, le tout d'argent, au chef d'or chargé de trois croissants de sable. - Famille noble contemporaine | « Ventis secundis » (Avec des vents favorables). |
|        | Hood-Tibbits Écartelé : aux 1 et 4, d'azur à une macle entravaillée avec deux bâtons passés en sautoir, le tout d'argent, au chef d'or chargé de trois croissants de sable, qui est de Hood ; aux 2 et 3, d'hermine à trois chats d'azur, qui est de Tibbits. - Famille noble éteinte                                                        | « Ventis secundis » (Avec des vents favorables). |

### L
| Blason | Nom de la famille et blasonnement | Devise |
| ------ | --- | --- |
|        | Law D'hermine à la bande engrêlée de gueules chargée de trois molettes d'éperon d'or et accompagnée de deux coqs du second émail. - Famille noble contemporaine | « Compositium jus fasque animi » (Droit et équité forment bonne combinaison).                                                        |
|        | Lumley De gueules à six martlets d'argent ordonnés 3, 2 et 1.[réf. nécessaire] D'argent à la fasce de gueules accompagnées de trois perroquets de sinople colletés du second émail. - Famille noble contemporaine | « Murus aeneus conscientia sana » Une bonne conscience est un mur de bronze).                                                        |
|        | Lumley-Saunderson Écartelé : aux I et IV, D'argent à la fasce de gueules accompagnées de trois perroquets de sinople colletés du second émail, qui est de Lumley ; aux II et III, palé d'argent et d'azur à la bande de sable chargée de trois annelets d'or, qui est de Saunderson. - Famille noble éteinte                      | « Je suis veillant à plaire » et « Sans Dieu rien » et « Murus aeneus conscientia sana » Une bonne conscience est un mur de bronze). |
|        | Lumley-Savile Écartelé : aux I et IV, d'argent à la bande de sable chargée de trois hiboux du champ, à la bordure ondée du second émail, qui est de Savile ; aux II et III, d'argent à la fasce de gueules accompagnées de trois perroquets de sinople colletés du second émail, qui est de Lumley. - Famille noble contemporaine | « Bee fast » (sois rapide) et « Murus aeneus conscientia sana » Une bonne conscience est un mur de bronze).                          |
|        | Lyttelton-Westcote Écartelé : aux I et IV, d'argent au chevron accompagné de trois coquilles, le tout de sable, qui est de Lyttelton ; aux II et III, d'argent à la bande côtoyée de deux cotices, le tout de sable, à la bordure de gueules semée de besants d'or, qui est de Westcote. - Famille noble éteinte                  | « Ung Dieu, ung Roy. » |

### M
| Blason | Nom de la famille et blasonnement                                                                                                 | Devise |
| ------ | --- | ------ |
|        | Mandeville (comtes d'Essex) Écartelé d'or et de gueules., - Famille noble éteinte                                                 |        |
|        | Montfort ou Dreux (ducs de Bretagne, comtes de Montfort) De gueules au lion d'argent à la queue fourchée. - Famille noble éteinte |        |

### N
| Blason | Nom de la famille et blasonnement                                    | Devise                                    |
| ------ | -------------------------------------------------------------------- | ----------------------------------------- |
|        | Nevill De gueules au sautoir d'argent. - Famille noble contemporaine | « Ne vile velis » (Ne soyez pas méchant). |

### O
| Blason | Nom de la famille et blasonnement | Devise                                              |
| ------ | --- | --------------------------------------------------- |
|        | Ormsby-Gore Écartelé : aux 1 et 4, de gueules à la fasce accompagnée de trois croisettes recroisetées au pied fiché, le tout d'or, qui est de Gore ; aux 2 et 3, de gueules à la bande entre six croisettes recroisetées en orle, le tout d'or, qui est d'Ormsby. - Famille noble contemporaine | « In hoc signo vinces » (Par ce signe tu vaincras). |

### P
| Blason | Nom de la famille et blasonnement | Devise                                                                       |
| ------ | --- | ---------------------------------------------------------------------------- |
|        | Percy (de) D'azur à cinq fusées d'or, accolées en fasce., - Famille noble éteinte                                                                                      |                                                                              |
|        | Phipps De sable au trèfle accompagné de huit étoiles en orle, le tout d'argent. - Famille noble contemporaine                                                          | « Virtute quies » (Reposez-vous dans la vertu).                              |
|        | Pratt De sable à la fasce d'argent chargée de trois étoiles du champ et accompagnée de trois têtes d'éléphant arrachées du second émail. - Famille noble contemporaine | « Judicium parium aut lex terræ » (Le jugement des pairs ou la loi du pays). |

### R
| Blason | Nom de la famille et blasonnement | Devise                                                                             |
| ------ | --- | ---------------------------------------------------------------------------------- |
|        | Robartes (Lanhyderock, co. Cornwall) D'azur à trois étoiles à six rais flamboyants et au chef ondé, le tout d'or. - Famille bourgeoise éteinte[réf. nécessaire]                                                                                       |                                                                                    |
|        | Robartes (Agar-Robartes, Baron Robartes) Écartelé : aux I et IV, d'azur à trois étoiles à six rais flamboyants et au chef ondé, le tout d'or, qui est de Robartes ; aux II et III, d'azur au lion d'or, qui est d'Agar. - Famille noble contemporaine | « Via trita, via tuta » (Le chemin bien tracé est le chemin sûr).[réf. nécessaire] |

### S
| Blason | Nom de la famille et blasonnement | Devise                                                           |
| ------ | --- | ---------------------------------------------------------------- |
|        | Sandys D'or à la fasce vivrée accompagnée de trois croisettes recroisetées au pied fiché, le tout de gueules. - Famille noble éteinte | « Probum non paenitet » (L'honnête homme n'a pas à se repentir). |
|        | Saunderson Palé d'argent et d'azur à la bande de sable chargée de trois annelets d'or. - Famille noble éteinte                        | « Je suis veillant à plaire » et « Sans Dieu rien. »             |
|        | Strangways De sable à deux lions léopardés palés d'argent et de gueules. - Famille bourgeoise éteinte                                 |                                                                  |
|        | Stuteville Burelé d'argent et de gueules. - Famille noble éteinte                                                                     |                                                                  |

### T
| Blason | Nom de la famille et blasonnement | Devise |
| ------ | --- | --- |
|        | Temple-Gore-Langton Écartelé : aux I et IV, contre-écartelé de sable et d'or, à la bande d'argent brochante, qui est de Langton ; au II, de gueules à la fasce accompagnée de trois croisettes recroisetées au pied fiché, le tout d'or, qui est de Gore ; au III, contre-écartelé : aux I et IV, d'or à l'aigle de sable ; aux II et III, d'argent à deux fasces de sable chargées chacune de trois martlets d'or, qui est de Temple. - Famille noble contemporaine | « Frangas non flectes » (Tu peux me briser mais tu ne me plieras pas) et « In hoc signo vinces » (Par ce signe tu vaincras) et « Templa quam dilecta » (Que les temples sont délicieux). |
|        | Tibbits D'ermine à trois chats d'azur. - Famille bourgeoise contemporaine | |
|        | Townshend D'azur au chevron d'hermine et trois coquilles d'argent. - Famille noble contemporaine | « Haec generi incrementa fides » (La foi a obtenue ces honneurs pour notre race). |
|        | Townshend-Powlett Écartelé : aux I et IV, de sable à trois épées versées au naturel garnies d'or, rangées en fasce et appointées, qui est de Paulet ; aux II et III, d'azur au chevron d'hermine accompagnées de trois coquilles d'argent, qui est de Townshend. - Famille noble éteinte | « Haec generi incrementa fides » (La foi a obtenue ces honneurs pour notre race). |
|        | Townshend-Vere Écartelé : aux I et IV, d'azur au chevron d'hermine accompagné de trois coquilles d'argent, qui est de Townshend ; aux II et III, contre-écartelé de gueules et d'or, à une étoile d'argent au premier quartier, qui est de Vere. - Famille noble éteinte | « Haec generi incrementa fides » (La foi a obtenue ces honneurs pour notre race). |
|        | Towry D'azur à une tour donjonnée de trois pièces essorées en dôme, le tout d'argent. - Famille bourgeoise contemporaine | « Turris fortissima deus » (La Tour est le Dieu le plus fort). |
|        | Towry-Law Écartelé : aux I et IV, d'azur à une tour donjonnées de trois pièces essorées en dôme, le tout d'or, qui est de Towry; aux II et III, d'hermine à la bande engrêlée de gueules chargée de trois molettes d'éperon d'or et accompagnée de deux coqs du second émail, qui est de Law. - Famille noble éteinte | « Compositium jus fasque animi » (Droit et équité forment bonne combinaison). |
|        | Trevor Taillé d'hermine et de contre-hermine, au lion d'or brochant sur le tout. - Famille noble éteinte | |

### W
| Blason | Nom de la famille et blasonnement | Devise           |
| ------ | --- | ---------------- |
|        | Waldegrave Parti : au I d'argent ; au II de gueules. - Famille noble contemporaine | « Passe avant. » |
|        | Waldegrave-Leslie Écartelé : aux I et IV, d'argent à la bande d'azur chargée de trois fermails d'or, qui est de Leslie ; aux II et III, parti d'argent et de gueules, qui est de Waldegrave. - Famille bourgeoise éteinte | « Passe avant. » |
|        | Warren (en) olim Warrenne, comtes de Surrey Échiqueté d'or et d'azur., - Famille noble éteinte |                  |
|        | Westcote D'argent à la bande côtoyée de deux cotices, le tout de sable, à la bordure de gueules semée de besants d'or. - Famille bourgeoise contemporaine                                                                 |                  |